# 格盧霍耶湖 (普柳薩區)
58°45′45″N 28°58′27″E / 58.7623697°N 28.9740372°E
格盧霍耶湖（俄语：Глухое），是俄羅斯的湖泊，位於該國西北部，由普斯科夫州負責管轄，處於普柳薩區，面積0.011平方公里，海拔高度60米，集水區面積0.95平方公里，平均水深2米，最大水深2.5米。